# Кришталевий палац
Криштале́вий пала́ц (англ. Crystal Palace) в Лондоні — збудований в 1851 для першої Всесвітньої виставки. Спроєктований англійським садовим архітектором Джозефом Пакстоном і збудований підприємцем Люісом Кубітом (Lewis Cubitt) у вікторіанському стилі. Будівлю спершу споруджено в Гайд-парку, але по закінченню Всесвітньої виставки переміщено в Сайденхем (англ. Sydenham), що знаходиться в лондонському районі Люйшем (англ. Lewisham), де він в 1854 був знову відкритий.
У 1936 Кришталевий палац був повністю знищений пожежею.